# 임정하
임정하(1952년 2월 29일 ~ 2022년 4월 2일)는 대한민국의 배우이다.

## 이력
1972년 연극배우 첫 데뷔하였으며 1975년 MBC 7기 공채 탤런트로 선발되었다. 2022년 4월 2일에 사망하였다.

## 출연 작품

### 영화
- 《백백교》 (1993년)
- 《하와의 행방》 (1983년)
- 《오늘밤은 참으세요》 (1981년)
- 《한녀》 (1981년)
- 《휘청거리는 오후》 (1979년)

### 드라마
- 《옥중화》 (MBC, 2016년) - 이효성 역
- 《가족》 (iTV, 1997년) - 권영한 역
- 《여자》 (SBS, 1997년)
- 《욕망의 바다》 (KBS2, 1997년) - 홍서방 역
- 《세 번째 남자》 (MBC, 1997년) - 임중섭 역
- 《용의 눈물》 (KBS1, 1996년) - 진안대군 역
- 《숙희》 (MBC, 1995년) - 정동현 역
- 《야망》 (MBC, 1994년) - 인수의 외숙부 역
- 《모래위의 욕망》 (SBS, 1992년) - 장성민 역
- 《겨울새》 (SBS, 1992년) - 한지홍 역
- 《질투》 (MBC, 1992년) - 조성수 역
- 《행복어사전》 (MBC, 1991년) - 정 차장 역
- 《조선왕조 오백년 - 대원군》 (MBC, 1990년) - 민승호 역
- 《조선왕조 오백년 - 파문》 (MBC, 1989년) - 이벽 역
- 《조선왕조 오백년 - 인현왕후》 (MBC, 1988년) - 동평군 역
- 《조선왕조 오백년 - 회천문》 (MBC, 1986년) - 임해군 역
- 《조선왕조 오백년 - 풍란》 (MBC, 1985년) - 윤임 역
- 《조선왕조 오백년 - 설중매》 (MBC, 1984년) - 조선 문종 역
- 《3840 유격대》 (MBC, 1983년)
- 《조선왕조 오백년 - 뿌리깊은 나무》 (MBC, 1983년) - 조선 문종 역
- 《조선왕조 오백년 - 추동궁마마》 (MBC, 1983년) - 박석명 역
- 《당신의 초상》 (MBC, 1983년)
- 《의친왕》 (MBC,1980년)
- 《당신은 누구시길래》 (MBC,1979년)
- 《빨간 능금이 열릴때까지》 (MBC,1977년)

## 학력
- 중앙대학교 연극영화학과

### 수상 경력
- 1979년 MBC 연기대상 신인상